# لیقوان

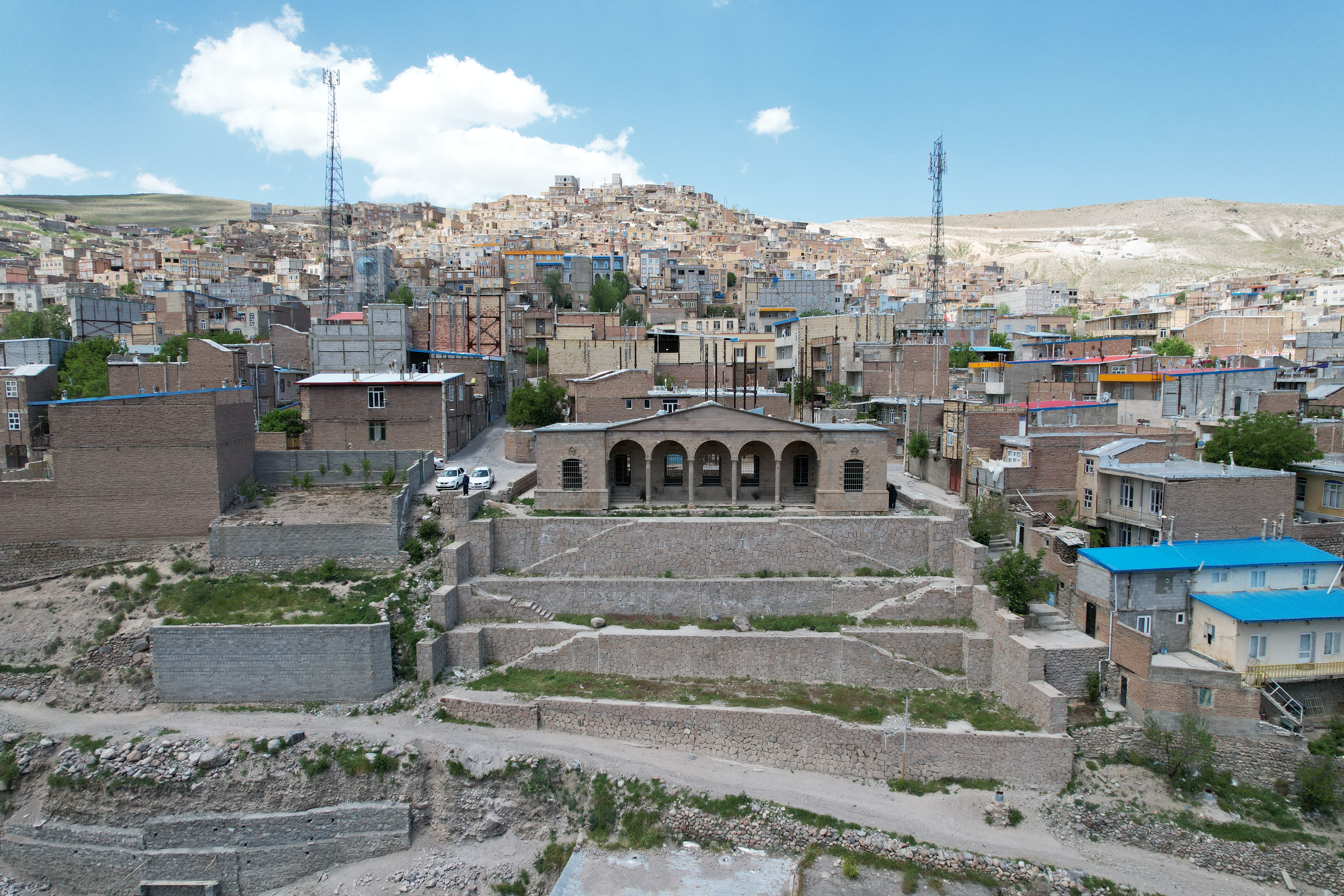
روستای لیقوان - بهار 1403

لیقوان یکی از روستاهای استان آذربایجان شرقی است که در دهستان میدان‌چای بخش مرکزی شهرستان تبریز واقع شده‌است.
جمعیت این روستا در سرشماری عمومی نفوس و مسکن سال ۱۳۸۵ خورشیدی، ۵٬۳۵۱ نفر برآورد شده‌است.
لیقوان همواره تحت تأثیر اقلیم سردسیری سهند است. سراسر دره لیقوان تا سهند را گدازه‌های آتشفشانی پوشانده‌است. آب و هوای لیقوان در زمستان‌ها بسیار سرد و در تابستان‌ها معتدل و مطبوع و بی‌نظیر می‌باشد.
مهمترین واقعه‌ای که در دوره معاصر در لیقوان اتفاق افتاده‌است حمله افراد حزب دموکرات آذربایجان در سال ۱۳۲۴ به این روستا و قتل ارباب بود. حاج احتشام لیقوانی از بزرگترین مالکان آذربایجان در دوره فئودال بود و سران فرقه دموکرات در تبریز تصمیم میگیرندمبارزه علیه فئودال‌های آذربایجان و ریشه کن کردن حاکمیت اربابی را از لیقوان شروع کنند.
از جمله اشخاص برجسته لیقوان می‌توان به احتشام الدوله لیقوانی ارباب منطقه آذربایجان در دوره فئودال، فیروز لیقوانی، نماینده مردم آذربایجان در بیست و چهارمین دوره مجلس شورای ملی (قبل از انقلاب اسلامی ایران) و همچنین یحیی لیقوانی رئیس ساواک تبریز (قبل از انقلاب اسلامی ایران) را می‌توان نام برد.
پنیر و سفال‌گری این روستا معروف است. این روستا پیشتر لیوان و لوان هم نامیده می‌شد.
پنیر گوسفندی تولید شده در این روستا شهرت جهانی دارد
از آنجا که که مطابق با نخستین اصل انقلاب شاه و مردم یا همان اصلاحات اراضی مالکیت اراضی ۱۸۰۰۰ روستای بزرگ کشور در سال ۱۳۴۱ شمسی به روستاییان واگذار گشت، نام روستای لیقوان هم در این فهرست آمده بود بنابرین در همان سال مالکیت اراضی کشاورزی با امضای ۷ تن از وراث حاج احتشام الدوله لیقوانی به دامداران و کشاورزان لیقوانی واگذار شد.اسناد این واگذاری به نام اسناد هفت برگ به نام طایفه‌های بزرگ لیقوانی در دست اهالی موجود است.

## جاذبه‌های تاریخی و گردشگری لیقوان
1. عمارت سنگی لیقوان (داش عمارت)[۱۱]
2. پل حاج سالار لیقوان (حاج سالار کورپوسی)[۱۲]
3. قبرستان تاریخی لیقوان[۱۳]
4. آب گرم طبیعی لیقوان[۱۴]
5. رودخانه لیقوان[۱۵]
6. دره جنگلی و گردشگری لیقوان
7. چشمه‌های معدنی لیقوان
8. زاغه‌های نگهداری گوسفندان وپنیر
9. محوطه باستانی نغیملر[۱۶]
10. دوزمه داشلار (سنگ چینی‌ها)[۱۷]
11. حمام تاریخی لیقوان[۱۸]